# 金子玲介
金子 玲介（かねこ れいすけ、1993年 - ）は、日本の小説家。神奈川県横浜市生まれ。

## 経歴
桐光学園小学校、桐光学園中学校、慶應義塾志木高等学校を経て、慶應義塾大学商学部を卒業後、公認会計士として監査法人に勤務しながら純文学系新人賞を中心に投稿を続ける。文藝賞など計3度の最終候補入りを経験するが受賞にはいたらず、執筆するジャンルを純文学からエンターテインメント小説に転向する。
2023年、「死んだ山田と教室」で第65回メフィスト賞を受賞してデビュー。同作は改稿の上で2024年に刊行され、『本の雑誌』が選ぶ2024年度上半期ベスト1選出、第22回本屋大賞ノミネート（第9位）。

## ミステリ・ランキング
- MRC大賞
  - 2024年 - 『死んだ山田と教室』8位

## 作品リスト

### 単行本
- 『死んだ山田と教室』（2024年5月 講談社）
  - 初出:『メフィスト』2023 WINTER 特別号
- 『死んだ石井の大群』（2024年8月 講談社）
- 『死んだ木村を上演』（2024年11月 講談社）
- 『流星と吐き気』（2025年5月 講談社）
  - 収録作品:「流星と吐き気」 / 「リビングデッドの呼び声」 / 「種」 / 「消えない」 / 「プラネタリウム」

### アンソロジー収録
- 「まだ間に合うよ」 - 『これが最後の仕事になる』（2024年8月 講談社）
- 「恋文」 - 『だから捨ててと言ったのに』（2025年1月 講談社）
- 「ルパちゃん」 - 『新しい法律ができた』（2025年5月 講談社）

### 単行本未収録作品
- 「明日地球が無くなるとして」 - 「小説丸」2024年11月12日更新[7]
- 「クイーンと殺人とアリス」 - 『メフィスト』2025 SPRING VOL.15から連載
- 「週末のルール」 - 『ダ・ヴィンチ』2025年6月号
- 「地獄耳探偵・南斗一太の聞き漏らし」 - 『小説新潮』2025年6月号